# Elizabethtown (Pennsylvania)
Elizabethtown is een plaats (borough) in de Amerikaanse staat Pennsylvania, en valt bestuurlijk gezien onder Lancaster County.

## Demografie
Bij de volkstelling in 2000 werd het aantal inwoners vastgesteld op 11.887. In 2006 is het aantal inwoners door het United States Census Bureau geschat op 11.897, een stijging van 10 (0,1%).

## Geografie
Volgens het United States Census Bureau beslaat de plaats een oppervlakte van 6,7 km², geheel bestaande uit land. Elizabethtown ligt op ongeveer 128 m boven zeeniveau.

## Plaatsen in de nabije omgeving
De onderstaande figuur toont nabijgelegen plaatsen in een straal van 12 km rond Elizabethtown.

## Geboren
- Josiah Gorgas (1818-1883), Zuidelijke generaal tijdens de Amerikaanse Burgeroorlog